# Santa Lucía, Ocuilan
Santa Lucía del Progreso (eller bara Santa Lucía), är en ort i kommunen Ocuilan i delstaten Mexiko i Mexiko. Samhället hade 1 904 invånare vid folkräkningen år 2020.